# Dielegem
Dielegem (Frans: Dieleghem) is een wijk in de Belgische gemeente Jette in het Brussels Hoofdstedelijk Gewest. De wijk ligt ten noorden van het oude centrum van Jette.

## Geschiedenis
Rond de 12de eeuw vestigde zich hier de Abdij van Dielegem. Op het eind van het ancien régime werd tijdens de Franse bezetting de abdij afgeschaft en grotendeels vernield.
Bij de creatie van de gemeenten onder Frans bewind werd Dielegem aanvankelijk een zelfstandige gemeente in 1795, maar later dat jaar werd deze afgeschaft en opgenomen in de gemeente Jette-Ganshoren.

## Bezienswaardigheden
- De restanten van de Abdij van Dielegem
- Het Dielegembos
- De Sint-Jozefskerk

## Verkeer en vervoer
Langs Dielegem loopt de Tentoonstellingslaan (N290) richting de Brusselse Ring (R0).